# Kim Jin-ya
Đây là một tên người Triều Tiên, họ là Kim.
Kim Jin-ya (sinh ngày 30 tháng 6 năm 1998) là một tiền vệ bóng đá Hàn Quốc thi đấu cho Incheon United.